# Kevin Nolan
Kevin Anthony Jance Nolan (Liverpool, 24. lipnja 1982.) bivši je engleski nogometaš.

## Nogometni put

### Newcastle United
30. siječnja 2009. prelazi u Newcastle United za 4 milijuna funti. 

### Međunardna karijera
Za Englesku do 21 godine je nastupio 2 puta.

## Vanjske poveznice
- Profil Soccerbase
- Profil transfermarkt.co.uk